# J. Bracken Lee
Joseph Bracken Lee, přezdívaný Brack (7. ledna 1899 – 20. října 1996) byl americký politik. Narodil se ve městě Price a část dětství prožil v Coloradu. Přestože jeho rodiče vyznávali Církev Ježíše Krista Svatých posledních dnů, on sám nikoliv. Během první světové války sloužil v armádě. V roce 1936 se stal starostou města Price. Tuto pozici si udržel do roku 1947. Roku 1949 se stal guvernérem státu Utah a v tomto úřadu vydržel po dobu dvou funkčních období, do roku 1957. Roku 1960 byl zvolen starostou města Salt Lake City (do 1972). Zemřel v pečovatelském domě v Salt Lake City ve věku 97 let.